# Lil' JJ
Lil' JJ (egentligen James Charles Lewis, Jr.), född 31 oktober 1990 i Little Rock i Arkansas, är en amerikansk komiker, musiker, dansare och skådespelare. Han var under 2005 programledare för serien All that som gick på Nickelodeon.